# Malí Guzmán
Amalia " Malí " Guzmán (sinh ngày 27 tháng 6 năm 1961) là một nhà viết kịch, nữ nhà báo và nữ nhà văn của văn học thiếu nhi người Uruguay.

## Tiểu sử
Malí Guzmán được đào tạo như một nữ diễn viên tại El Galpón (theater)  trường và là một nhà thiết kế sân khấu và truyền hình tại Margarita Xirgu Multidisciplinary School of Dramatic Art  (EMAD). Cô là đệ tử của nghệ sĩ nhựa Enrique Badaró từ năm 1990 đến 1994.
Malí Guzmán là tác giả của một số vở kịch nhắm vào trẻ em. Năm 2001, tác phẩm của cô Cuentos de brujas disparatadas đã được đề cử cho Florencio Award  trong danh mục chương trình thiếu nhi hay nhất. Tác phẩm này thích nghi một cách tự do và tích hợp những câu chuyện của Valerie Thomas (La bruja Berta), Arcadio Lobato  (El thị trưởng tesoro) và Công ty Mercè (Nana Bunilda đến pesadillas). Cô cũng đã chuyển thể cuốn tiểu thuyết Aventuras y desventuras de Casiperro del Hambre của Graciela Montes, với tựa đề Casiperro, và là đồng tác giả của tác phẩm sân khấu cho người lớn Buenas noches, Afrodita, cùng với Arturo Fleitas và Serrana Ibarra.
Là một nhà báo, Malí Guzmán phát triển văn học thiếu nhi trên nhiều phương tiện truyền thông: trong El País Văn hóa (bổ sung El País); trong tạp chí Quehacer giáo dục, ¿Te cuento?, Padres, Madres & Hijos, Revista Latinoamericana de Literatura Infantil (Colombia, có ban biên tập mà cô là thành viên), Giáo dục Giáo dục (Bibación y Biblioteca (Tây Ban Nha); trong CX 22 với một phân đoạn hàng tuần về văn học thiếu nhi (1996), và về chương trình TV Ciudad dành cho trẻ em của TV Ciudad  (1999). Từ năm 1995 đến năm 2000, cô đã chỉnh sửa phần văn học thiếu nhi trên tạp chí El Estante. Năm 2006, cô đã sản xuất chương trình La Banda cho Televisión Nacional, một chương trình tin tức dành cho trẻ em do trẻ em từ 6 đến 11 tuổi dẫn đầu, cô đã giành được giải thưởng Tabaré trong hạng mục chương trình truyền hình hay nhất dành cho trẻ em. Năm sau, Malí Guzmán là cố vấn lập trình cho trẻ em và thanh thiếu niên trên cùng một kênh.
Guzmán chủ trì hội đồng tư vấn của Hội đồng quốc tế về sách dành cho giới trẻ (IBBY). Từ năm 2008, cô đã cố vấn cho Bộ Giáo dục và Văn hóa (MEC) về Kế hoạch Đọc Quốc gia, và từ năm 2010 đã điều phối Hệ thống Thư viện Công cộng Quốc gia.
Năm 1992, tác phẩm Cómo se llama este libro? của Malí Guzmán đã giành giải nhất trong cuộc thi văn học thiếu nhi do Amauta và MEC tổ chức. Năm 1996, Viện nghe nhìn quốc gia đã trao cho cô giải thưởng thể loại truyền hình viễn tưởng (dành cho người lớn) cho Molinos de viento, đồng tác giả với Raquel Costa. Năm 2001, Un lugar para mí (cuentos de amor, oído y garganta) đã giành giải thưởng Văn học quốc gia lần thứ hai trong hạng mục sách thiếu nhi.
1. ↑  "Malí Guzmán" (bằng tiếng Tây Ban Nha). El Espectador Radio. Bản gốc lưu trữ ngày 4 tháng 1 năm 2016. Truy cập ngày 10 tháng 12 năm 2017.
2. ↑  "La literatura infantil como artefacto ideológico" [Children's Literature as an Ideological Artifact]. Revista LSD (bằng tiếng Tây Ban Nha). ngày 1 tháng 10 năm 2005. Truy cập ngày 10 tháng 12 năm 2017.
3. ↑  "Atención, papis: incentiven a los niños a leer" [Attention, Daddies: Encourage Your Children to Read]. LaRed21 (bằng tiếng Tây Ban Nha). ngày 8 tháng 5 năm 2007. Truy cập ngày 10 tháng 12 năm 2017.
4. 1 2  "Reseña biográfica de Malí Guzmán" [Biographical Review of Malí Guzmán] (PDF). Children's and youth literature catalogue Uruguay. MEC Dirección Nacional de Cultura. tháng 7 năm 2013. tr. 78. ISBN 9789974362246. Bản gốc (PDF) lưu trữ ngày 5 tháng 9 năm 2017. Truy cập ngày 10 tháng 12 năm 2017.